# Sluipwijk (polder)
Polder Sluipwijk is een polder en een voormalig waterschap in de Nederlandse provincie Zuid-Holland, in de gemeente Sluipwijk (later Reeuwijk).
In 1858 werd een gedeelte afgesplitst als zelfstandig waterschap De Vrijenhoefsche Veen- en Droogmakerij.
Het waterschap was verantwoordelijk voor de vervening, drooglegging en de waterhuishouding in het gebied.